# Термореактивний пластик
Те́рмореакти́вний пла́стик (реактопласт) (англ. thermosetting plastic) — полімер, який затвердіває при нагріванні і не може бути переплавленим. Це звичайно полімер з незакінченим структуротворенням (низькомолекулярний), яке продовжується та завершується на стадії виготовлення виробу: при нагріванні, під дією каталізаторів чи отвердників, у полімері виникає просторова структура завдяки утворенню міжмолекулярних зв'язків, що, закріплюючи надану форму, забезпечує пластикові після охолодження особливу міцність. При повторному нагріванні форму змінити вже не можна (наприклад, формальдегідні та епоксидні смоли), тобто зшивання полімерних ланцюгів, що відбулось, не є оборотним.